# Mehelya
Mehelya är ett omstritt släkte av ormar. Mehelya ingår enligt Catalogue of Life i familjen snokar.
The Reptile Database listar arterna istället i släktet Gonionotophis och i familjen Lamprophiidae.
Arter enligt Catalogue of Life:
- Mehelya capensis
- Mehelya crossi
- Mehelya egbensis
- Mehelya gabouensis
- Mehelya guirali
- Mehelya laurenti
- Mehelya nyassae
- Mehelya poensis
- Mehelya stenophthalmus
- Mehelya vernayi